# Milbank
Milbank é uma cidade localizada no estado norte-americano de Dacota do Sul, no Condado de Grant.

## Demografia
Segundo o censo norte-americano de 2000, a sua população era de 3640 habitantes.
Em 2006, foi estimada uma população de 3302, um decréscimo de 338 (-9.3%).

## Geografia
De acordo com o United States Census Bureau tem uma área de
7,1 km², dos quais 6,9 km² cobertos por terra e 0,2 km² cobertos por água.

## Localidades na vizinhança
O diagrama seguinte representa as localidades num raio de 20 km ao redor de Milbank.